# Дзеркало для спостерігачів
«Дзеркало для спостерігачів» (англ. A Mirror for Observers) — науково-фантастичний роман американського письменника Едгара Пенгборна, лауреата Міжнародної премії фентезі 1955 року. Сюжет стосується філософського конфлікту між поселенцями з Марса, які намагаються вплинути на розвиток людства.

## Історія видання
Спочатку роман був опублікований у твердій палітурці видавництвом Doubleday у 1954 році, а британська тверда палітурка була опублікована Frederick Muller Ltd у 1955 році. Першу американську м'яку обкладинку видав Dell у 1958 році, першу британську книгу в м'якій обкладинці видав Penguin Books у 1966 році. У 1975 році Avon Books опублікувала торгове видання в м'якій палітурці. Після перевидань у м'якій обкладинці в кількох видавництвах у 1970-х і 1980-х роках, Old Earth Books випустив видання у твердій палітурці у 2004 році, а у 2011 році Віктор Голланц Лтд включив роман у свою лінійку SF Gateway. «Дзеркало» було перекладено французькою, німецькою, італійською та голландською мовами.

## Короткий зміст сюжету
«Дзеркало для спостерігачів» розповідає історію про Анджело Понтевеккьо, вундеркінда та «потенційного етичного новатора», який опинився між двома ворогуючими фракціями марсіан, спостерігачів і відречених. Марсіани, які таємно живуть на Землі після того, як покинули свій вмираючий рідний світ, тисячі років намагалися керувати розвитком людської цивілізації. Роман розповідається з точки зору Елміса, марсіанського опікуна Анджело, який повинен захищати його від злісних Абдикаторів.

## Рецепція
Баучер і МакКомас високо оцінили роман, сказавши, що «теплота, глибина і сприйняття справжнього романіста дали цілком нове життя затертій [передумові]; і помилкова людяність „Марсіанських спостерігачів“ Панборна (з точки зору яких розповідається історія) усуває це з категорії параноїдальних Суперменів і робить його видатним і зворушливим романом про людей [та] їхні спільні проблеми вільної волі». Ґрофф Конклін «Дзеркало для спостерігачів» назвав «красивою та зворушливою книгою», сказавши, що «попри масштабність теми, історія розповідається в дрібних деталях, що робить трагедію ще більш вражаючою». Однак він зауважив, що книга була «більше схожою на попередній начерк роману набагато більшого масштабу, ніж він є насправді». П. Шайлер Міллер описав цю історію як «найстаріший з приколів, гамбіт „інопланетяни серед нас“, зроблений так, як це ніколи не робилося раніше і навряд чи буде зроблено знову».
Рецензент New Worlds Леслі Флуд похвалив британське видання як «книга, яка принесла мені стільки ж задоволення від читання, як і будь-яка інша в минулому», посилаючись на «ніжне співчуття людству та розуміючу об'єктивність самого Елміса».
Джон Клют визнав роман вдалим, сказавши, що «витончена грамотність Пенгборна зазвичай перемагає схильність до нудної чуттєвості». Ґарднер Дозуа описав його як «дещо застарілий, але все ще потужний». Джо Волтон назвала «Дзеркало» «заслуженою класикою», кажучи: «Це настрій, який я пам'ятаю і який повертає мене до нього, марсіан і людей, напруження, відчуття часу».